# Układ pokarmowy ptaków

Układ pokarmowy krzyżówki – jest ona wszystkożerna
1 – przełyk, 2 – wole, 3 – żołądek gruczołowy, 4 – żołądek mięśniowy, 5 – jelito cienkie, 6 – jelito grube, 7 – kloaka

Układ pokarmowy ptaków – układ narządów u ptaków służący do pobierania, rozdrabniania, trawienia i wchłaniania pokarmu oraz usuwania niestrawionych resztek.
Wyróżnia się następujące elementy, według kolejności w drodze pokarmu:
- przełyk – transportuje pożywienie do wola
- wole – gromadzi się tu pożywienie, ponieważ jest ono połykane szybko, w obawie przed zabraniem przez innego ptaka
- żołądek gruczołowy – tu u ptaków mięsożernych pokarm jest trawiony silnymi kwasami, u roślinożernych tylko rozmiękczany
- żołądek mięśniowy (mielec) – u roślinożernych ptaków dopiero tu pokarm jest rozcierany na papkę. Ptaki odżywiające się nasionami połykają piasek i drobne kamyczki, aby ułatwić rozcieranie pożywienia. Strusie mają w żołądku nawet do 1 kilograma kamyczków; jeżeli połkną coś metalowego, np. klucze (w zaśmieconym środowisku) mogą one ulec wygięciu. U mięsożerców tu zbierają się niestrawialne resztki, np. kości, pancerzyki owadów, sierść. Są one potem wydalane w wypluwkach.
- jelito cienkie
- jelito grube
- kloaka